# Колодино (Костромская область)
Колодино — деревня в Буйском районе Костромской области. Входит в состав Барановского сельского поселения.

## География
Находится в западной части Костромской области на расстоянии приблизительно 3 км на восток по прямой от районного центра города Буй.

## История
В 1872 году здесь было учтено 19 дворов, в 1907 году — 38.

## Население
Постоянное население составляло 130 человек (1872 год), 169 (1897), 247 (1907), 14 в 2002 году (русские 100 %), 18 в 2022.